# 岑毓英
岑毓英（1829年—1889年），字彥卿，號匡國，中國廣西壯族人。清朝光緒年間政治、軍事人物，官至雲貴總督、兵部尚書，累封至二等男爵。

## 生平
岑毓英出生於廣西，家族本是壯族勞寨土司，因清朝改土歸流而家道沒落。早年組織團練剿匪有功。

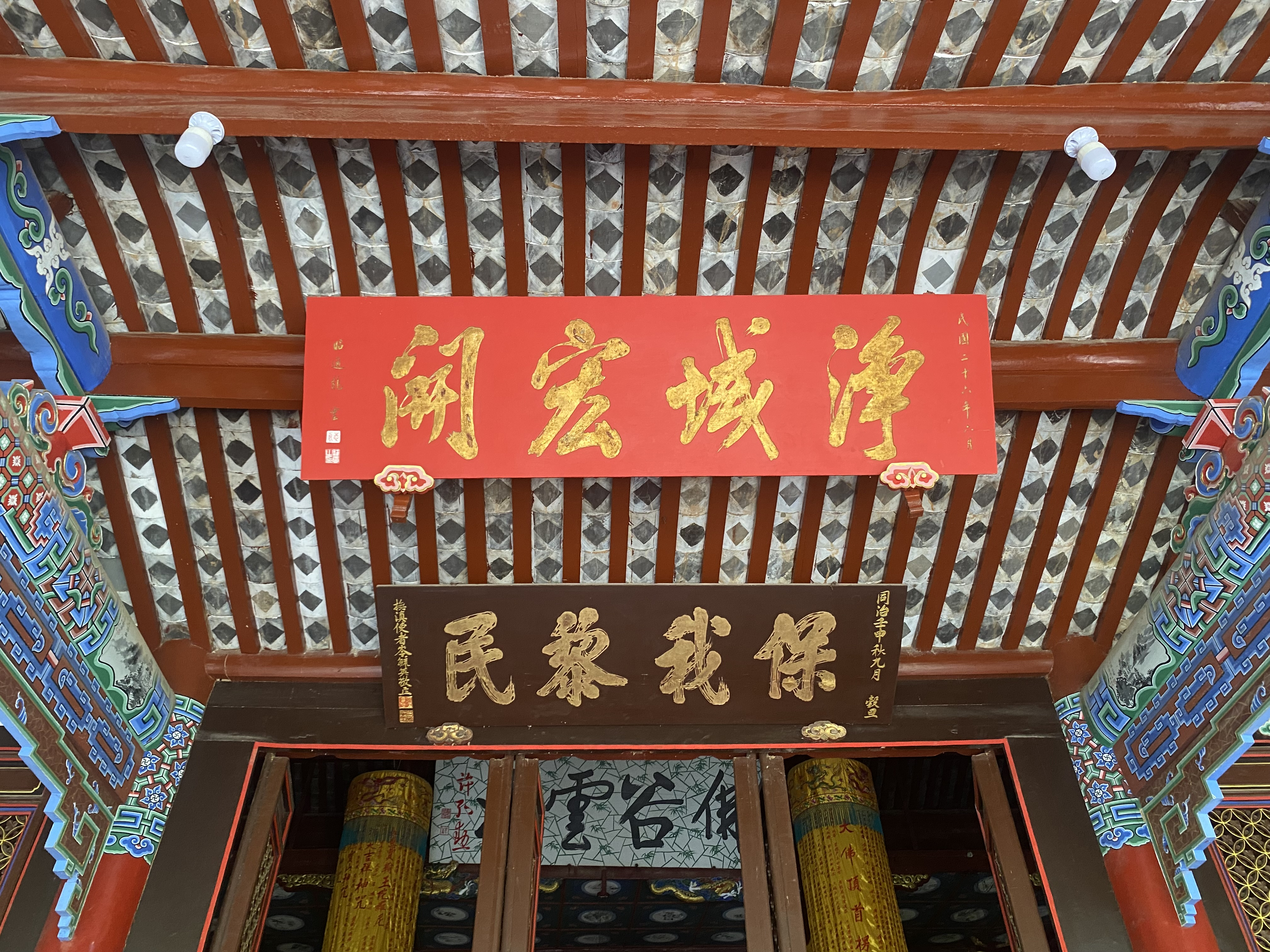
同治壬申（1872年）岑毓英于通海县秀山涌金寺立《保我黎民》匾（下）

1856年雲南回變中，他跟隨廣西團練前往雲南助剿，先後與滇西杜文秀的回族武裝以及貴州豬拱箐地區的苗民起義武裝交戰，屢立戰功。1873年雲南回變平定時，他已升為雲南巡撫。
1875年雲南巡撫任上，下令騰沖縣騰越鎮邊防軍民阻擋來自緬甸的英國武裝探險隊，擊斃英國駐華公使館書記官馬嘉理，引發馬嘉理事件，導致《中英煙台條約》的簽訂。
1881年，岑毓英任福建巡撫，轄管閩台地區，於1874年發生的台灣牡丹社事件後加強西南海防。任內不但整建兩地軍防水治，並於1881年前往台灣監督臺北府城建城事宜，讓本窒礙難行的建城事宜得以繼續。同年籌建大甲溪橋。
1884年中法戰爭爆發，岑毓英奉調雲貴總督，並參與宣光之戰，雖後因戰功任兵部尚書，不過對中法戰爭態度較不積極，頗成歷史話題。
岑毓英為壯族歷史中的首位總督、頭品頂戴與兵部尚書。岑毓英於1889年去世，卒諡襄勤。葬於廣西桂林市疊彩區大河鄉，留有岑毓英墓。

## 家庭
子：
岑春榮、岑春煊、岑春蓂。
長子岑春榮襲爵二等男爵。

## 延伸閱讀
[在维基数据编辑]
 在维基文库阅读此作者作品
 《清史稿·卷419》，出自趙爾巽《清史稿》